# Archiwum miejskie we Frankfurcie nad Odrą
Archiwum miejskie we Frankfurcie nad Odrą (Stadarchiv Frankfurt (Oder)) – jedno z niemieckich archiwów miejskich, mieszczące się przy Collegienstraße 8-9 w ścisłym centrum Frankfurtu nad Odrą, kilkaset metrów od dawnego przejścia granicznego z polskimi Słubicami.

## Historia
Do 2020 roku archiwum mieściło się w budynku potocznie nazywanym domem kolegialnym (Collegienhaus), czyli w zabytkowym, dwupiętrowym Großes Philosophisches Collegium. Tuż obok wznosiła się równie zabytkowa Hala Koncertowa im. Carla Philippa Emanuela Bacha oraz Kościół Pokoju (Friedenskirche). Placówka podlega magistratowi we Frankfurcie nad Odrą oraz Brandenburskiemu Głównemu Archiwum Krajowemu (Brandenburgisches Landeshauptarchiv). 24 stycznia 2020 roku archiwum przeprowadziło się do nowego budynku. Jest to wyremontowana dawna szkoła miejska, która została zbudowana w latach 1861–1862.

## Zbiory
Zbiory archiwum to 47 000 m.b. dokumentów. W tym około 230 000 map i planów, 120 000 zdjęć, 14 000 pergaminów. 
Biblioteka archiwum zawiera ok. 16 000 woluminów. Przechowywane są w niej historyczne dokumenty urzędowe, gazety, manuskrypty, mapy, plakaty, plany, zdjęcia i inne rzeczy związane z historią miasta. Czytelnia archiwum z 25 miejscami jest otwarta 3 dni w tygodniu: we wtorki, środy i czwartki.
Do archiwum dojeżdża linia tramwajowa nr 4 i autobusy 980, 981, 983, N1

## Galeria

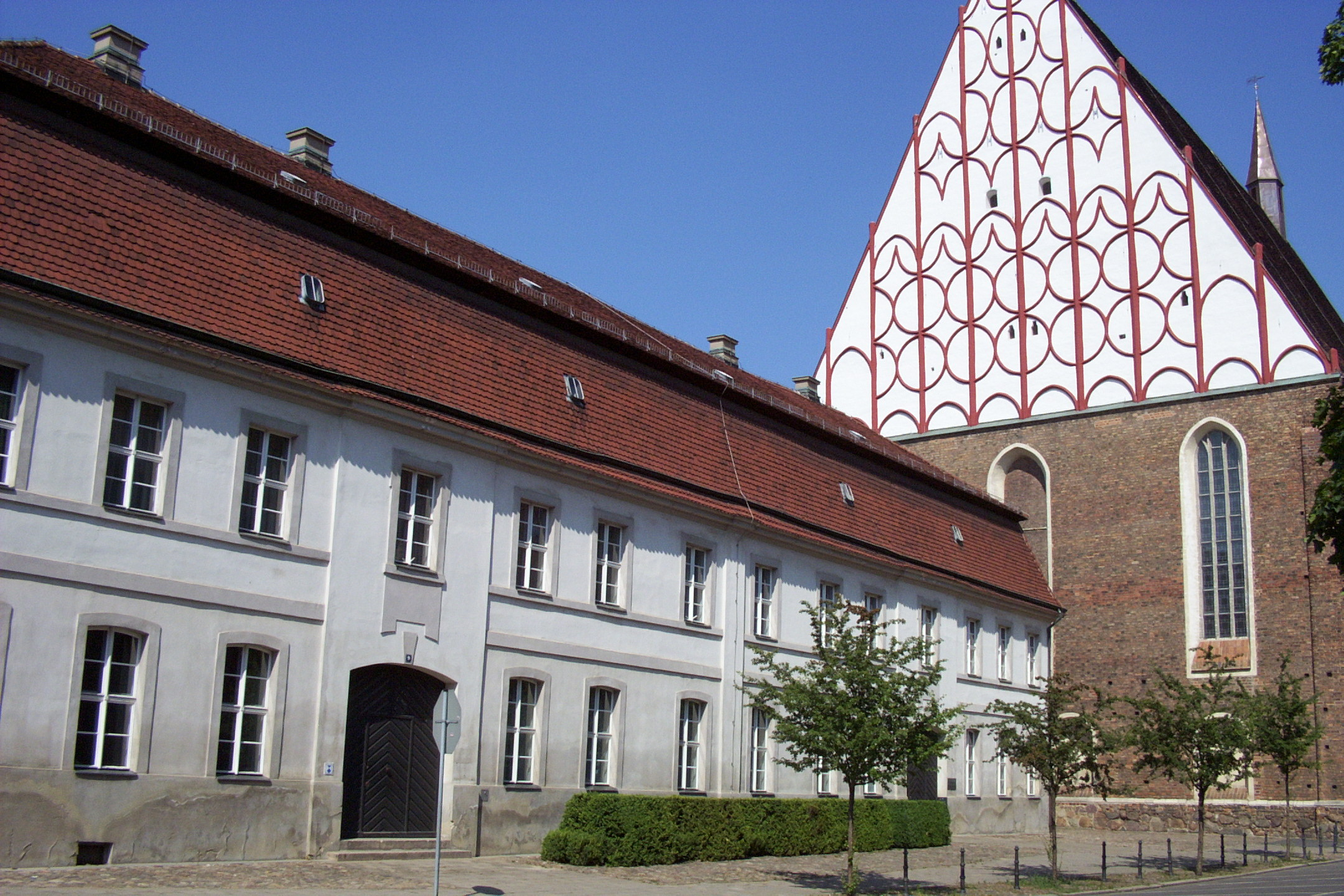
W tym budynku Archiwum mieściło się do 2020 roku
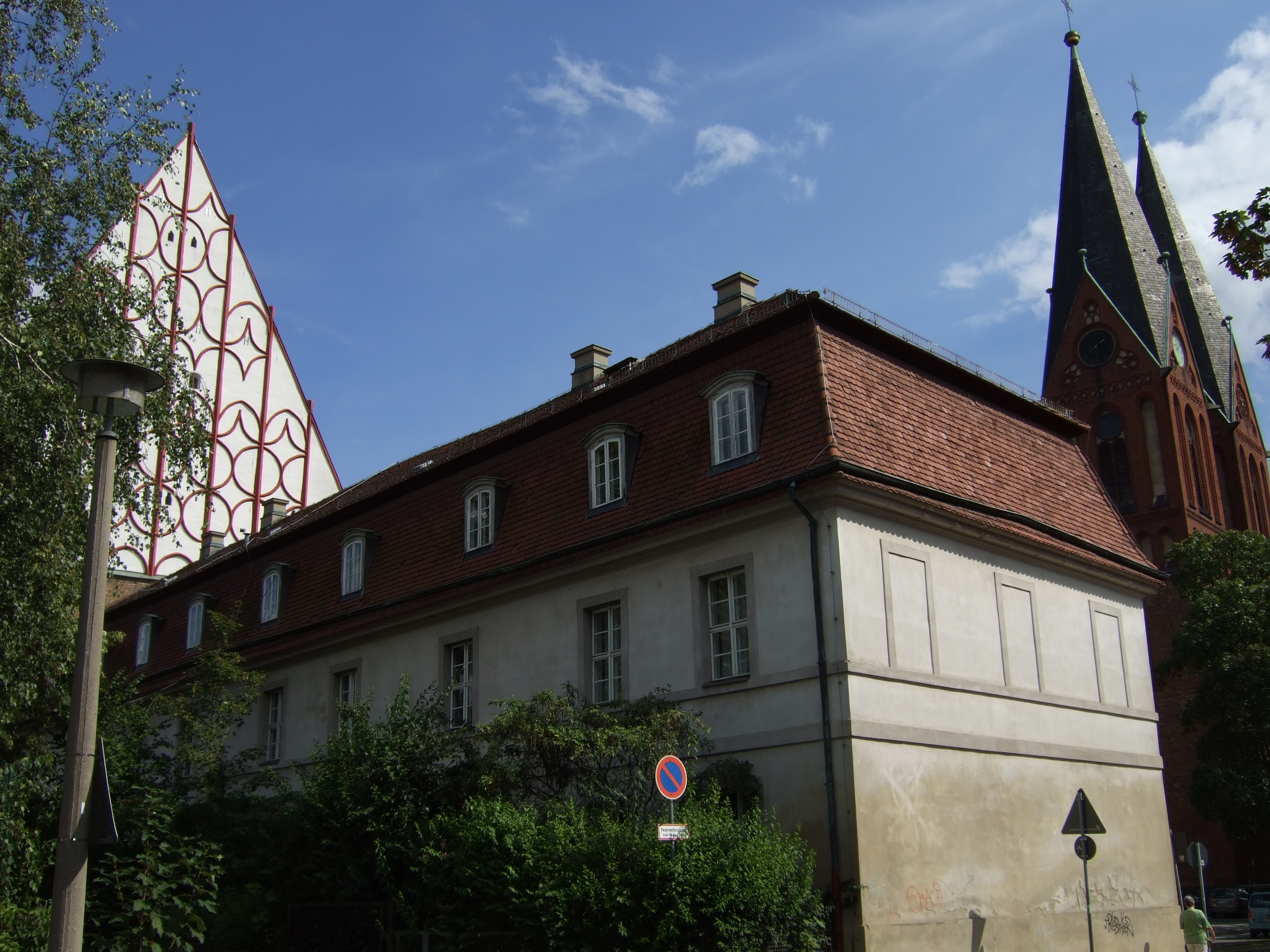
Budynek Archiwum (do 2020)